# Hypostomus margaritifer
Hypostomus margaritifer és una espècie de peix de la família dels loricàrids i de l'ordre dels siluriformes.

## Morfologia
Els mascles poden assolir els 33 cm de longitud total.

## Distribució geogràfica
Es troba a Sud-amèrica: cursos superior i mitjà del riu Paranà.